# Chile na letních olympijských hrách
Chile na letních olympijských hrách startuje od roku 1912. Toto je přehled účastí, medailového zisku a vlajkonošů na dané sportovní události.

## Účast na Letních olympijských hrách
| Dějiště LOH            | LOH      | Vlajkonoš                        | Zlatá medaile | Stříbrná medaile | Bronzová medaile | Celkem |
| ---------------------- | -------- | -------------------------------- | ------------- | ---------------- | ---------------- | ------ |
| 1912 Stockholm         | LOH 1912 | Leopoldo Palma                   |               |                  |                  | 0      |
| 1920 Antverpy          | LOH 1920 | Arturo Medina                    |               |                  |                  | 0      |
| 1924 Paříž             | LOH 1924 | Manuel Plaza                     |               |                  |                  | 0      |
| 1928 Amsterdam         | LOH 1928 | Manuel Plaza                     |               | 1                |                  | 1      |
| 1932 Los Angeles       | 1932     |                                  |               |                  |                  | Ne     |
| 1936 Německo           | LOH 1936 | Rafael Zúñiga                    |               |                  |                  | 0      |
| 1948 Londýn            | LOH 1948 | Mario Recordón                   |               |                  |                  | 0      |
| 1952 Helsinky          | LOH 1952 | Adriana Millard                  |               | 2                |                  | 2      |
| 1956 Melbourne         | LOH 1956 | Marlene Ahrensová                |               | 2                | 2                | 4      |
| 1960 Řím               | LOH 1960 | Marlene Ahrensová                |               |                  |                  | 0      |
| 1964 Tokio             | LOH 1964 | Aquilles Gloffka                 |               |                  |                  | 0      |
| 1968 Ciudad de México  | LOH 1968 | Rolf Hoppe                       |               |                  |                  | 0      |
| 1972 Mnichov           | LOH 1972 | René Varas                       |               |                  |                  | 0      |
| 1976 Montréal          | LOH 1976 | nebyl                            |               |                  |                  | 0      |
| 1980 Moskva            | 1980     |                                  |               |                  |                  | Ne     |
| 1984 Los Angeles       | LOH 1984 | Carlos Rossi                     |               |                  |                  | 0      |
| 1988 Soul              | LOH 1988 | Gert Weil                        |               | 1                |                  | 1      |
| 1992 Barcelona         | LOH 1992 | Gert Weil                        |               |                  |                  | 0      |
| 1996 Atlanta           | LOH 1996 | Sebastián Keitel                 |               |                  |                  | 0      |
| 2000 Sydney            | LOH 2000 | Nicolás Massú                    |               |                  | 1                | 1      |
| 2004 Athény            | LOH 2004 | Kristel Köbrich                  | 2             |                  | 1                | 3      |
| 2008 Peking            | LOH 2008 | Fernando González                |               | 1                |                  | 1      |
| 2012 Londýn            | LOH 2012 | Denisse van Lamoen               |               |                  |                  | 0      |
| 2016 Rio de Janeiro    | LOH 2016 | Érika Olivera                    |               |                  |                  | 0      |
| 2020 Tokio             | LOH 2020 | Francisca Crovetto Marco Grimalt |               |                  |                  | 0      |
| 2024 Paříž             | LOH 2024 |                                  |               |                  |                  | x      |
| Celkem                 | 23       |                                  | 2             | 7                | 4                | 13     |
| Zdroj na Olympedia.org |          |                                  |               |                  |                  |        |

## Listina medailistů
| Medal            | Sportovec | LOH         | Sport                  |
| ---------------- | --- | ----------- | ---------------------- |
| Stříbrná medaile | Manuel Plaza | Chile (CHI) | 1928 Atletika          |
| Stříbrná medaile | Óscar Cristi | Chile (CHI) | 1952 Jezdectví         |
| Stříbrná medaile | Óscar Cristi Ricardo Echeverría César Mendoza | Chile (CHI) | 1952 Jezdectví         |
| Stříbrná medaile | Marlene Ahrensová | Chile (CHI) | 1956 Atletika          |
| Bronzová medaile | Claudio Barrientos | Chile (CHI) | 1956 Box               |
| Stříbrná medaile | Ramón Tapia | Chile (CHI) | 1956 Box               |
| Bronzová medaile | Carlos Lucas | Chile (CHI) | 1956 Box               |
| Stříbrná medaile | Alfonso de Iruarrizaga | Chile (CHI) | 1988 Sportovní střelba |
| Bronzová medaile | Chile Pedro Reyes Nelson Tapia Héctor Tapia Iván Zamorano Javier di Gregorio Cristián Álvarez Francisco Arrué Pablo Contreras Sebastián González David Henríquez Manuel Ibarra Claudio Maldonado Reinaldo Navia Rodrigo Núñez Rafael Olarra Patricio Ormazábal David Pizarro Rodrigo Tello Mauricio Rojas | Chile (CHI) | 2000 Fotbal            |
| Zlatá medaile    | Fernando González Nicolás Massú | Chile (CHI) | 2004 Tenis             |
| Zlatá medaile    | Nicolás Massú | Chile (CHI) | 2004 Tenis             |
| Bronzová medaile | Fernando González | Chile (CHI) | 2004 Tenis             |
| Stříbrná medaile | Fernando González | Chile (CHI) | 2008 Tenis             |